# Liste der Monuments historiques in Pont-Sainte-Marie
Die Liste der Monuments historiques in Pont-Sainte-Marie führt die Monuments historiques in der französischen Gemeinde Pont-Sainte-Marie auf.

## Liste der Immobilien
| Bezeichnung                    | Beschreibung            | Standort              | Kennzeichnung | Schutzstatus | Datum | Bild           |
| ------------------------------ | ----------------------- | --------------------- | ------------- | ------------ | ----- | -------------- |
| Kirche Assomption-de-la-Vierge | aus dem 16. Jahrhundert | Place Langlois (Lage) | PA00078187    | Classé       | 1895  | weitere Bilder |

## Liste der Objekte
| Bezeichnung                                          | Beschreibung | Standort                                     | Kennzeichnung | Schutzstatus | Datum | Bild           |
| ---------------------------------------------------- | --- | -------------------------------------------- | ------------- | ------------ | ----- | -------------- |
| Kirchenfenster                                       | aus dm 16. Jahrhundert                                                                                                | in der Kirche Assomption-de-la-Vierge (Lage) | PM10001548    | Classé       | 1895  | weitere Bilder |
| Skulptur Heilige Katharina                           | Kalkstein, übertüncht, 16. Jahrhundert                                                                                | in der Kirche Assomption-de-la-Vierge (Lage) | PM10001554    | Classé       | 1960  |                |
| Skulptur Paulus                                      | Eichenholz, farbig gefasst, 17. Jahrhundert                                                                           | in der Kirche Assomption-de-la-Vierge (Lage) | PM10001559    | Classé       | 1960  |                |
| Kirchenbank (1)                                      | Eichenholz, bezeichnet 1677                                                                                           | in der Kirche Assomption-de-la-Vierge (Lage) | PM10003566    | Inscrit      | 1979  |                |
| Skulptur Christus in der Rast                        | Kalkstein, übertüncht, 16. Jahrhundert; dem Meister von Rigny zugeschrieben                                           | in der Kirche Assomption-de-la-Vierge (Lage) | PM10001553    | Classé       | 1960  |                |
| Skulptur Petrus                                      | Eichenholz, farbig gefasst, 17. Jahrhundert                                                                           | in der Kirche Assomption-de-la-Vierge (Lage) | PM10001558    | Classé       | 1960  |                |
| Skulptur Heiliger Hubertus                           | Eichenholz, farbig gefasst, 17. Jahrhundert                                                                           | in der Kirche Assomption-de-la-Vierge (Lage) | PM10001564    | Classé       | 1960  |                |
| Gemälde Jesaja                                       | ursprünglich Ölfarbe auf Holz, später auf Leinwand übertragen, 16. Jahrhundert                                        | in der Kirche Assomption-de-la-Vierge (Lage) | PM10003217    | Classé       | 1894  |                |
| Gemälde Jeremias                                     | ursprünglich Ölfarbe auf Holz, später auf Leinwand übertragen, 16. Jahrhundert                                        | in der Kirche Assomption-de-la-Vierge (Lage) | PM10003218    | Classé       | 1894  |                |
| Gemälde Herodes und Salome                           | Ölfarbe auf Leinwand, vergoldeter Holzrahmen, 17. Jahrhundert                                                         | in der Kirche Assomption-de-la-Vierge (Lage) | PM10003568    | Inscrit      | 1980  |                |
| Orgelempore                                          | Eichenholz, 16. Jahrhundert                                                                                           | in der Kirche Assomption-de-la-Vierge (Lage) | PM10001547    | Classé       | 1895  |                |
| Drei Gemälde: Geiselung, Kreuzigung und Auferstehung | ursprünglich Ölfarbe auf Holz, später auf Leinwand übertragen, 16. Jahrhundert                                        | in der Kirche Assomption-de-la-Vierge (Lage) | PM10001550    | Classé       | 1894  |                |
| Gemälde Mariä Verkündigung                           | ursprünglich Ölfarbe auf Holz, später auf Leinwand übertragen, 16. Jahrhundert                                        | in der Kirche Assomption-de-la-Vierge (Lage) | PM10001551    | Classé       | 1894  |                |
| Kruzifix                                             | Eichenholz, farbig gefasst, 16. Jahrhundert                                                                           | in der Kirche Assomption-de-la-Vierge (Lage) | PM10001552    | Classé       | 1913  |                |
| Skulptur Heiliger Nikolaus                           | Eichenholz, farbig gefasst und vergoldet, 17. Jahrhundert                                                             | in der Kirche Assomption-de-la-Vierge (Lage) | PM10001560    | Classé       | 1960  |                |
| Skulptur Madonna mit Kind (1)                        | Kalkstein, 16. Jahrhundert                                                                                            | in der Kirche Assomption-de-la-Vierge (Lage) | PM10001561    | Classé       | 1960  |                |
| Gemälde Taufe Christi                                | Ölfarbe auf Leinwand, Holzrahmen, 18. Jahrhundert; nach Pierre Mignard                                                | in der Kirche Assomption-de-la-Vierge (Lage) | PM10003561    | Inscrit      | 1994  |                |
| Gemälde Madonna mit Kind                             | Ölfarbe auf Leinwand, 18. Jahrhundert; nach der Ikone Salus populi Romani in der Basilika Santa Maria Maggiore in Rom | in der Kirche Assomption-de-la-Vierge (Lage) | PM10003562    | Inscrit      | 1994  |                |
| Kirchenbank (2)                                      | Eichenholz, 17. Jahrhundert                                                                                           | in der Kirche Assomption-de-la-Vierge (Lage) | PM10003565    | Inscrit      | 1979  |                |
| Skulptur Verkündigungsmadonna                        | Kalkstein, farbig gefasst und vergoldet, Ende des 16. Jahrhunderts                                                    | in der Kirche Assomption-de-la-Vierge (Lage) | PM10001556    | Classé       | 1960  |                |
| Skulptur eines heiligen Bischofs                     | Eichenholz, Anfang des 16. Jahrhunderts                                                                               | in der Kirche Assomption-de-la-Vierge (Lage) | PM10001562    | Classé       | 1960  |                |
| Kommuniontisch                                       | Schmiedeeisen, vergoldet, 1771 aufgestellt                                                                            | in der Kirche Assomption-de-la-Vierge (Lage) | PM10001565    | Classé       | 1960  |                |
| Gemälde Trauerzug Mariens                            | ursprünglich Ölfarbe auf Holz, später auf Leinwand übertragen, 16. Jahrhundert                                        | in der Kirche Assomption-de-la-Vierge (Lage) | PM10003216    | Classé       | 1894  |                |
| Chorgestühl                                          | Eichenholz, Schmiedeeisen, Anfang des 16. Jahrhunderts; wohl aus einem Kloster                                        | in der Kirche Assomption-de-la-Vierge (Lage) | PM10001546    | Classé       | 1895  |                |
| Lesepult                                             | Schmiedeeisen, vergoldet, 1771                                                                                        | in der Kirche Assomption-de-la-Vierge (Lage) | PM10001549    | Classé       | 1894  |                |
| Skulptur Heilige Margaretha                          | Kalkstein, farbig gefasst, 16. Jahrhundert                                                                            | in der Kirche Assomption-de-la-Vierge (Lage) | PM10001555    | Classé       | 1960  |                |
| Skulptur Madonna mit Kind (2)                        | Kalkstein, Anfang des 17. Jahrhunderts                                                                                | in der Kirche Assomption-de-la-Vierge (Lage) | PM10001557    | Classé       | 1960  |                |
| Skulptur Heilige Barbara                             | Kalkstein, Anfang des 16. Jahrhunderts                                                                                | in der Kirche Assomption-de-la-Vierge (Lage) | PM10001563    | Classé       | 1960  |                |
| Pietà                                                | Eichenholz, farbig gefasst, 16. Jahrhundert                                                                           | in der Kirche Assomption-de-la-Vierge (Lage) | PM10001566    | Classé       | 1961  |                |
| Gemälde Geburt Mariens                               | ursprünglich Ölfarbe auf Holz, später auf Leinwand übertragen, 16. Jahrhundert                                        | in der Kirche Assomption-de-la-Vierge (Lage) | PM10003214    | Classé       | 1894  |                |
| Gemälde Hochzeit Mariens                             | ursprünglich Ölfarbe auf Holz, später auf Leinwand übertragen, 16. Jahrhundert                                        | in der Kirche Assomption-de-la-Vierge (Lage) | PM10003215    | Classé       | 1894  |                |